# Middelsteegsche Weiden
De Middelsteegsche Weiden (of: Middelsteegse Weiden) is een onderdeel van het natuurgebied Maasheggen in de Nederlandse provincie Noord-Brabant.
Het gebied bevindt zich ten oosten en noorden van de plaats Beugen tussen deze plaats en de Maas. Staatsbosbeheer bezit 59 ha van dit gebied.
Het gebied bestaat uit weilanden die omzoomd zijn door meidoornheggen. Ook zijn er kleiputten die nu moerasgebieden zijn en waaromheen rietland en wilgenstruweel groeit.
De Viltse Graaf stroomt parallel aan de Maas door dit gebied.